# تپه چمخاق داشلی
تپه چمخاق داشلی مربوط به دوران‌های تاریخی پس از اسلام است و در شهرستان زنجان، روستای نقطه بندی واقع شده و این اثر در تاریخ ۵ آذر ۱۳۸۰ با شمارهٔ ثبت ۴۲۴۳ به‌عنوان یکی از آثار ملی ایران به ثبت رسیده‌است.